# Harris Indian Reserve 3
Harris Indian Reserve 3 är ett reservat i Kanada.   Det ligger i provinsen British Columbia, i den södra delen av landet, 3 200 km väster om huvudstaden Ottawa.
I omgivningarna runt Harris Indian Reserve 3 växer i huvudsak barrskog. Runt Harris Indian Reserve 3 är det mycket glesbefolkat, med 2 invånare per kvadratkilometer.